# 美人魚 (童話)
《美人魚》（又譯作「小美人魚」、「人魚公主」、海公主、女人鱼、小人鱼、人鱼姑娘、人鱼、人鱼公主、小人鱼姑娘、海的女儿）是丹麥作家安徒生的童話作品，描述一個年輕的美人魚為了愛情而放棄了在海中的生活，化身為人的故事。
此故事最初於1837年發表，後來啟發了諸多創作者將其改編，也對20世紀以後大眾文化中的人魚描述有十分重要的影響。

## 内容概要
在大海深處的海底王國裡住著海王一家與人魚國的子民，海王喪妻多年由祖母掌管大局，海王有七位女兒，其中年紀最小的小美人魚公主與其他六個姐姐在一起，每一位人魚公主都各差一歲。小美人魚的歌聲相當的很動人，她的歌聲是全海洋中最美麗又很感動人的。祖母告訴小美人魚「美人魚年滿十五歲時得以浮上海面觀賞上面的世界」。小美人魚可望觀看海面上方的世界，她每年都聽到她的姊姊們描述著人類世界的種種事物。
當小美人魚十五歲的當天終於浮上海面觀賞人類世界。她看到一艘大船上方中一位英俊的王子跟其他人慶祝他的生日，小美人魚看見王子對他一見鍾情。不久後，一陣猛烈的暴風雨摧毀船隻，小美人魚救起溺水的王子將他帶到岸邊，直到王子被附近神殿裡的女性發現時游回海中。王子醒來後沒有看到小美人魚，但他知道有人救他一命。回到海底的小美人魚憂鬱地請教她的祖母，祖母告訴她「人魚雖然可以活三百年卻沒有靈魂，只會化成泡沫；人類的壽命雖然短暫，但他們有靈魂能在天堂中得到永恆」。小美人魚渴望著與王子碰面便感到很低落，這時小美人魚的姊姊們告訴小美人魚有關王子的皇宮位於海岸的消息，雖然小美人魚找到皇宮便仰慕著王子，但是她知道人魚是不能跟人類接觸感到很難過。小美人魚的一個姊姊講述海里的危險地帶有一位深海女巫可以幫她，但是她必須得付出交換條件獲得深海女巫協助，於是小美人魚便前往海裡危險的地帶尋找深海女巫。深海女巫聆聽小美人魚的請求後，於是她拿出一罐能變身成人類的藥水交給小美人魚，但是深海女巫告訴小美人魚；如果喝下藥水後將會感到有把無形的利劍切開尾巴並痛得昏過去，在清醒後雖然能獲得人類的腿，但每走一步都會感到痛如刀割。此外如果不能得到王子的愛並與他結婚就不能獲得靈魂，而且會在王子與別的女姓結婚後的隔日黎明化作波浪上的泡沫。
小美人魚知道一旦自己離開海底將會無法跟親人享受美好的生活感到很痛苦，但是她為了愛情犧牲一切。小美人魚用自己的聲音作為代價來換取這罐藥，她游到緊鄰皇宮的海岸喝下藥水後痛得昏迷在沙灘上。當她清醒並變成人類後，王子被小美人魚的容貌迷得神魂顛倒，儘管王子以外的人都認為她太過沉默寡言，但王子早已傾心於小美人魚（尤其是她曼妙的舞姿）。很快地小美人魚成為王子的愛侶並經常一起出遊。當國王和王后安排王子和鄰國的公主結婚時，王子拒絕表示自己只愛當初那位救命恩人。但在他得知鄰國公主便是當初神殿裡的那位女性後，便將她視為救命恩人並表達愛意，與她舉行一場皇家婚禮。王子和公主在婚禮船上慶祝他們的新婚，而小美人魚卻悲傷地等待黎明的陽光將自己化為泡沫。小美人魚的姊姊們為了拯救小美人魚的性命將她們的長髮交給深海女巫換來一把匕首。她們告訴小美人魚如果她能用匕首刺殺王子讓他的血滴到腳上，她就能恢復人魚之身回到海裡和親人重聚。但是小美人魚沒有痛下殺手並且在破曉之時把匕首扔出船外然後跳入海中。小美人魚在清晨的第一道陽光打在她的身上時化成泡沫。但小美人魚感覺到自己化為一團閃著光輝的靈魂。原來她那超越種族的無私得以讓自己永恆不朽並能前往神的國度。